# Jean Gouhier
Pour les articles homonymes, voir Gouhier.
Jean Gouhier (3 mai 1925 à Saint-Maixent - 10 octobre 2015 au Mans,), était un géographe français. D'abord instituteur, il devint par la suite maître de conférences à l'université du Maine. Il a inventé le concept de gestion des déchets, et est l'auteur de plusieurs ouvrages de référence, dont Au-delà du déchet le territoire de qualité en 2000.
Il est considéré comme le fondateur de la rudologie.
D'après lui, « L'état de propreté d'un espace d'usage est en relation avec la considération qu'on lui apporte ».